# 900'erne f.Kr.
Århundreder: 11. århundrede f.Kr. – 10. århundrede f.Kr. – 9. århundrede f.Kr.
Årtier: 950'erne f.Kr. 940'erne f.Kr. 930'erne f.Kr. 920'erne f.Kr. 910'erne f.Kr. – 900'erne f.Kr. – 890'erne f.Kr. 880'erne f.Kr. 870'erne f.Kr. 860'erne f.Kr. 850'erne f.Kr.
År: 909 f.Kr. 908 f.Kr. 907 f.Kr. 906 f.Kr. 905 f.Kr. 904 f.Kr. 903 f.Kr. 902 f.Kr. 901 f.Kr. 900 f.Kr.

## Begivenheder
- 909 f.Kr. – Zhou xiao wang bliver konge af Zhou-dynastiet i Kina
- 909 f.Kr. – Nadab overtager tronen i Kongeriget Israel efter sin far Jeroboam
- 900 f.Kr. – Kongeriget Kush opstår